# Chamaescilla spiralis
Chamaescilla spiralis là một loài thực vật có hoa trong họ Măng tây. Loài này được (Endl.) F.Muell. mô tả khoa học đầu tiên năm 1870.